# Tarjeta regalo

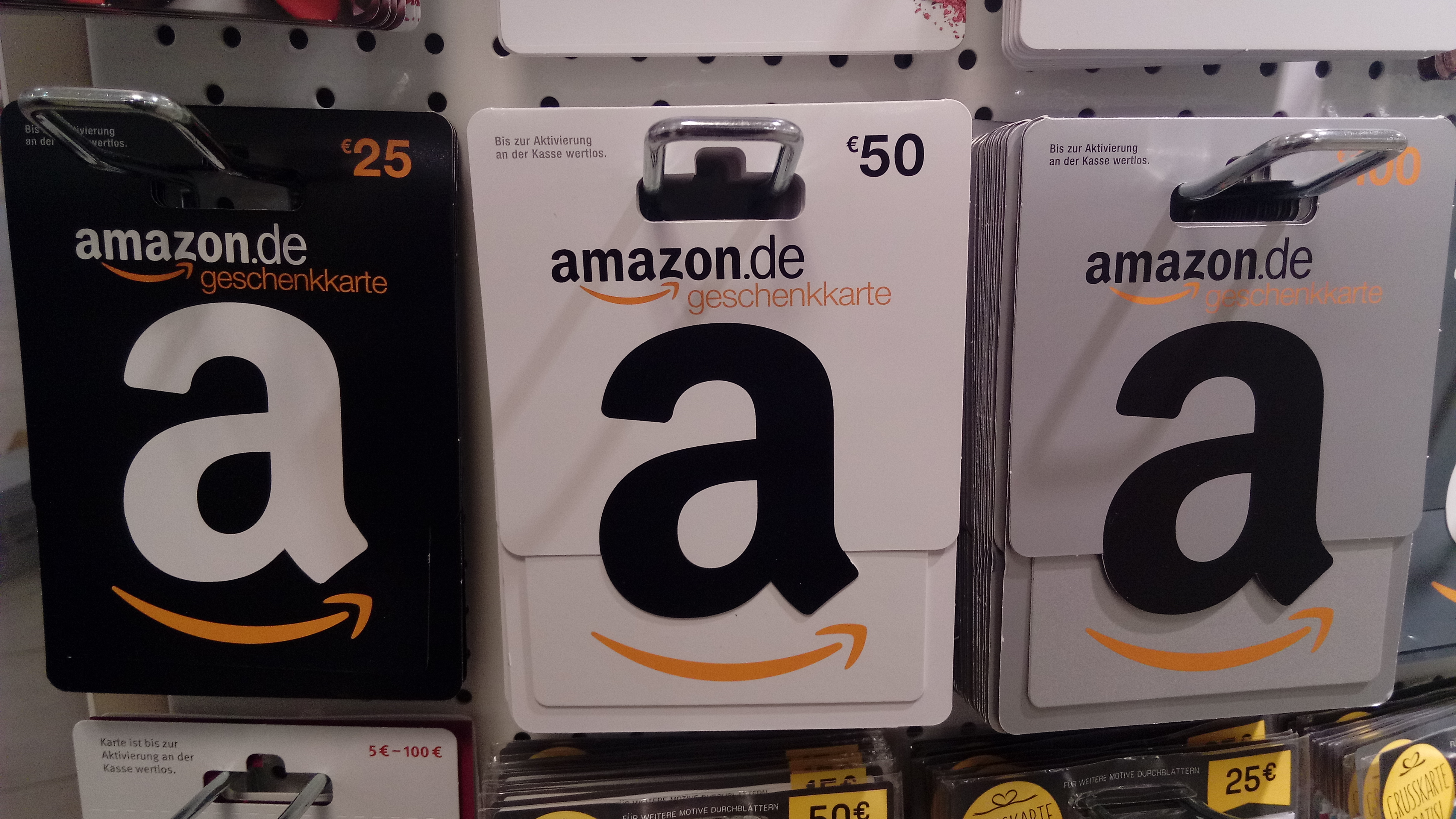
Tarjetas de regalo para el sitio web Amazon.de a la venta en una pequeña tienda local de Alemania

Una tarjeta de regalo, tarjeta regalo o cheque de regalo puede describirse como una especie de tarjeta de débito o crédito precargada que le posibilita al titular de la misma poder adquirir una serie de bienes o servicios. Es una voz que fue adoptada en nuestro idioma proveniente de la voz inglesa gift card cuyo equivalente en español es «tarjeta de regalo»; esta trata de una tarjeta que contiene una cierta cantidad de dinero, emitida por un distribuidor dado o entidad para que pueda ser utilizada como alternativa de compra y para que esta, si se desea, sea regalada.
Las tarjetas regalos poseen gran popularidad en varios países, sobre todo en Estados Unidos, donde se registra qué son el segundo presente más otorgado por los consumidores estadounidenses, esto de acuerdo con las estadísticas del año 2006, y es una cifra que cada año va en aumento; además es el agasajo más buscado por las mujeres y la tercera opción más acertada por los hombres.

## Historia
Se estima que las primeras tarjetas de regalo existentes fueron emitidas por la compañía de alquiler de películas Blockbuster Entertainment para el otoño de 1994 en Lauderdale (Florida). En sus inicios, la tarjeta regalo de Blockbuster fue creada para sustituir los gift certificates o certificados de regalo que eran falsificados para ese entonces con impresoras a color recientemente introducidas, por lo que buscaron una nueva alternativa y emanaron las tarjetas de regalo.
En aquel tiempo las transacciones realizadas con las tarjetas de regalo eran procesadas por lo que se conocía en ese entonces como Nabanco de la ciudad de Sunrise (Florida); este banco fue el iniciador de la primera plataforma para el procesamiento de tarjetas regalo utilizando la infraestructura de pago existente.
Seguidamente, la tarjeta de Blockbuster fue relevada por una tarjeta emitida por la compañía de tiendas por departamentos dirigida por Neiman Marcus Group, además de la tarjeta de gasolina Mobil, que inicialmente ofreció un tipo de telefonía prepagada, proporcionada por MCI, una compañía norteamericana de telecomunicaciones.  
Más tarde, la gran cadena de tienda de descuento, Kmart,  introdujo al mercado la Tarjeta Cash Kmart, que de la misma forma, en sus inicios era utilizada para telefonía prepagada junto con la compañía AT&T. Tiempo después se dieron cuenta de que no era un negocio rentable, tanto para Kmart como para la Mobil; por lo que surgió un sustituto para la tarjeta de Kmart a la cual llamaron “Kmart Mags Pangilinan Cash Card” utilizada para el retornos de efectivo cuando un comprador no tenía un recibo o comprobante para un regalo. De esta práctica de dar un vale de una cantidad determinada de dinero en vez de dinero en efectivo a cambio de las devoluciones o recibos se ha tornado común en la actualidad con la mayoría de los establecimientos estadounidenses. Fue entonces que de dichas primeras introducciones, numerosos minoristas dieron inicio a adaptar un programa de tarjetas regalo para reemplazar sus programas de certificado de regalo.
Ya para el año 2012 se registró que alrededor del 50 % de los consumidores estadounidenses declaró haber adquirido una tarjeta regalo como presente durante la temporada navideña. Solamente en Canadá, cerca de 1,8 mil millones de dólares fueron gastados en tarjetas de regalo; por consiguiente en Reino Unido se calcula que se llegó aproximadamente a 3 mil millones de libras esterlinas para el año 2009; por su parte en los Estados Unidos, en el año 2006 fueron pagados cerca de los Estados Unidos en tarjetas de regalo.

## Función
Algunas tarjetas regalo solo pueden ser utilizadas en establecimientos determinados, sin embargo otras son permitidas en todas las tiendas que acepten tarjetas de crédito, bien sea electrónicas o no. Además muchas tarjetas regalo son recargables, permitiendo al titular la libertad de reutilizar las veces que lo necesite y agregarle el monto que desee.

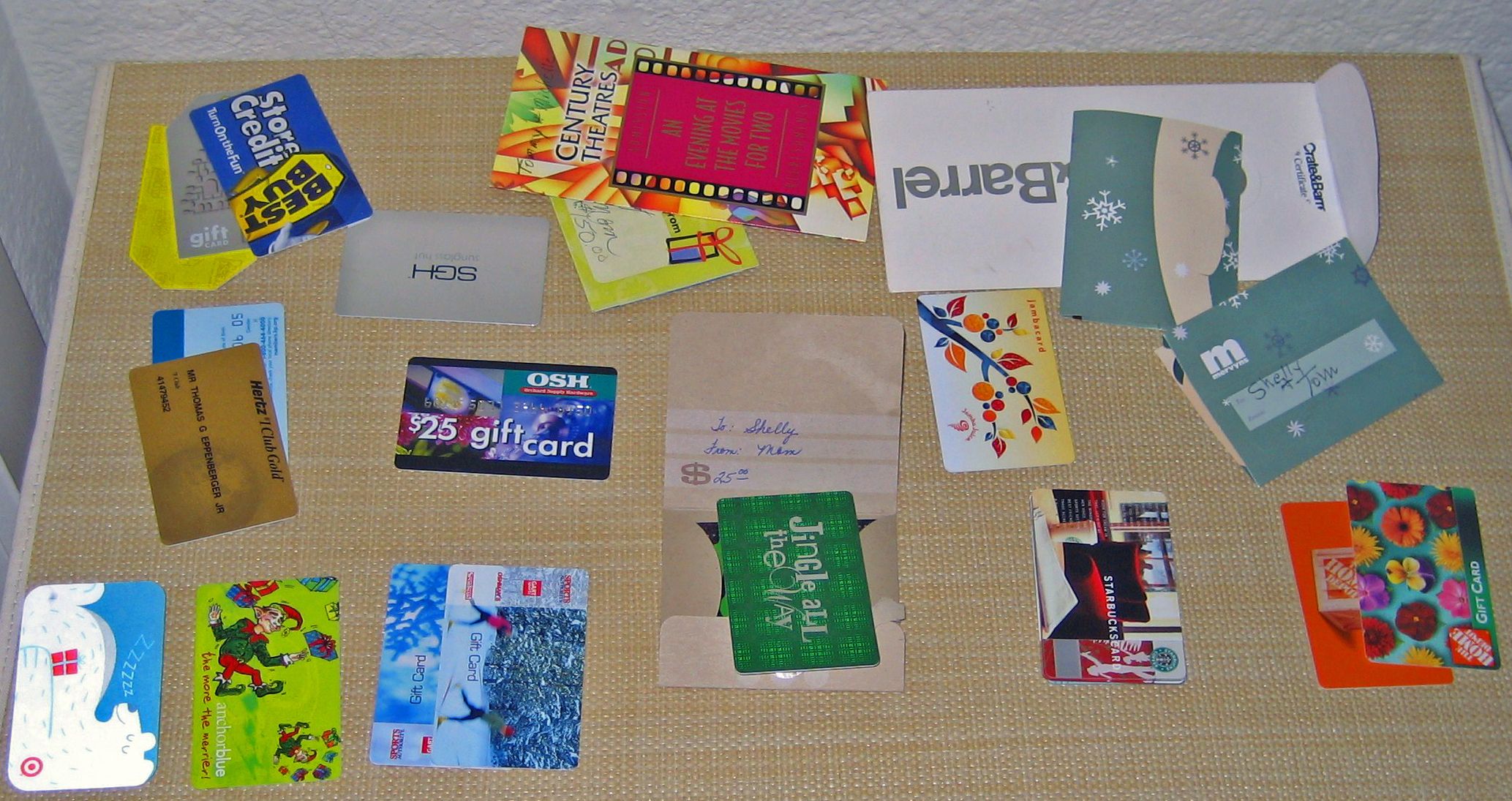
Ejemplos de tarjetas de regalo de diferentes tiendas por departamento.

En muchas ocasiones las personas buscan el regalo perfecto para una persona en especial, pero no saben con seguridad que obsequio en específico elegir, por lo que muchos optan por una tarjeta regalo; su soporte es muy similar al de una tarjeta de crédito, viene con una banda magnética en la parte posterior, donde registra la cantidad exacta que ha sido anexada a la tarjeta. Suele ser identificada por un número o un código en específico y poco común por un nombre individual, por lo mismo puede ser utilizada por cualquier persona. Están respaldadas por un sistema en línea electrónico para la autorización. Algunas tarjetas de regalo pueden ser recargadas mediante el pago y se pueden ser utilizadas varias veces.
Es importante saber que las tarjetas regalo se pueden adaptar a las necesidades específicas de cada usuario y así satisfacerlas. Pueden ser admitidas en casi cualquier establecimiento o incluso se ha impulsado el sistema en la actualidad de ser utilizadas en tiendas electrónicas un ejemplo de ello es la tarjeta de regalo de Amazon que es muy común para realizar compras electrónicas. En ellas puedes añadir un mensaje personalizado o nombre en la parte delantera de la tarjeta, para un obsequio personalizado o incentivo a un empleado para mostrar aprecio.

## Tipos
Las tarjetas regalo pueden ser clasificadas en tarjetas "open loop" o "network" y tarjetas "closed loop". Las tarjetas "open loop" o "network" son aquellas emitidas por entidades bancarias o compañías de tarjetas de crédito, las mismas pueden ser canjeadas en diferentes establecimientos; las últimas por una tienda o restaurante específico y pueden ser canjeados únicamente por el proveedor de emisión.